# Herbert Kirschner
Herbert Kirschner (* 7. April 1925 in Mannheim; † 9. August 2010 ebenda) war ein deutscher Kanute aus der Bundesrepublik Deutschland. Er nahm 1956 an den Olympischen Spielen teil. 

## Karriere
Er trat für die gesamtdeutsche Mannschaft bei den Olympischen Spielen 1956 in Melbourne an, schied aber in den Vorläufen des C-1 Einer-Canadier und des C-2 Zweier-Canadier aus.

## Deutsche Meistertitel
- Einer-Canadier 10.000 Meter: 1956[1]